# Sint-Willibrorduskerk (Waalre)
De Sint-Willibrorduskerk is de parochiekerk van het dorp Waalre, die zich bevindt aan Markt 23.
De bakstenen kerk werd gebouwd omdat de Oude Sint-Willibrorduskerk te klein was geworden. Architect was Louis Kooken en het gebouw toont neoromaanse kenmerken. De kerk werd in 1925 in gebruik genomen en in 1929 ingewijd.
Het is een driebeukige basilicale kruiskerk met een aan de zijkant geplaatste vlakopgaande, vierkante toren met als spits een hoogopgaand tentdak, dat bedekt is met leien. Aan de buitenkant van het gebouw, maar vooral in het interieur zijn door de toepassing van twee tinten baksteen, stemmige versieringen aangebracht. Het voorportaal van de kerk heeft een lessenaardak
Merkwaardig is het brede schip en de eveneens brede, halfcirkelvormige apsis, welke gesierd wordt door een reeks glas-in-loodramen. Dit typeert het gebouw als een Christocentrische kerk. De apsis wordt gedekt door een kegelvormig dak. Voor de kerk staat een Heilig Hartbeeld van Jan Custers.

## Ontkommer
Reeds in 1597 bestond er in de Oude Sint-Willibrorduskerk waarschijnlijk een beeld van de Heilige Ontkommer of Wilgefortis. Reeds eerder vond er mogelijk een ommegang ter ere van deze fictieve heilige plaats, want parochiedocumenten maken melding van geld voir der bruijt die voir Sinte Commer ginck. In 1610 was er mogelijk een broederschap ter ere van haar.
Vooral Nicolaas Franciscus Van der Noot, die van 1802 tot 1840 pastoor was, heeft een en ander aan de verering van deze heilige bijgedragen. In die tijd was er in de kerk een Sinte Kummers autaer, en Men verhaalt, dat er na de Fransche Revolutie mirakelen of wonderbare gebedsverhooringen hebben plaats gehad, door de voorspraak van de H. Wilgefortis. Er zouden bedevaarten zijn georganiseerd met grooten toeloop, ook van vreemdelingen. Uit dezelfde tijd stamt een schilderij van de hand van Adriaan van Lelie, die een neef van pastoor Van der Noot was. Hierop staat de kruisiging van Wilgefortis -baardloos- afgebeeld. Twee beulsknechten binden haar aan het kruis, en haar vader kijkt toe. Twee engelen dragen een lauwerkrans aan.
Hoewel na het pastoraat van Van der Noot de Wilgefortis-verering weer wegebde, werd in 1929, bij de inwijding van de nieuwe kerk, een praalstoet georganiseerd, en op een van de wagens werd het leven van Wilgefortis uitgebeeld. Daarna werd van een dergelijke devotie niets meer vernomen.